# Poll Peters
Leopold (Poll) Peters (Millen, 26 juni 1949) is een Belgische oud-voetballer en voetbalcoach.

## Carrière
Peters werd in Millen geboren als de jongste van een gezin met zeven zonen. Zijn ouders waren landbouwers. Als zevende zoon kreeg toenmalig koning Leopold III het peterschap. Peters is ook genoemd naar de koning die twee jaar later troonsafstand zou plegen.
In zijn jeugd speelde hij zowel hand- als voetbal. Na een bescheiden carrière bij onder meer Patro Eisden en KSC Hasselt begon Peters in 1977 aan zijn loopbaan als voetbalcoach. Naast zijn baan als (keepers)trainer was Peters ook als sportleerkracht actief in een school in Zepperen. Zo gaf hij onder meer les aan de latere doelman Simon Mignolet.
Eind jaren 1980 werkte Peters als assistent van Jo Bonfrère bij tweedeklasser Verbroedering Geel. In 1990 ging hij aan de slag bij Racing Genk, de Limburgse club die twee jaar eerder was ontstaan uit de fusie van Waterschei en Winterslag. Als keeperstrainer assisteerde hij achtereenvolgens hoofdcoaches Paul Theunis en Pier Janssen. In diezelfde periode ontdekte hij in de keeperschool van Koersel ook de jonge keeperstrainer Guy Martens, die hij in 1991 naar Genk loodste. Na twee seizoenen vertrok Peters naar Sint-Truiden. Daar was hij verscheidene seizoenen jeugd- en keeperstrainer. In maart 1998 volgde hij Barry Hulshoff op als hoofdcoach van de Kanaries. Onder zijn leiding wist de club zich van het behoud te verzekeren. In november 1999 werd Peters zelf ontslagen. Nadien was hij in de Derde Klasse nog enkele jaren coach van KSK Tongeren en Bocholter VV.
In september 2007 keerde Peters terug naar STVV. Hoofdcoach Valère Billen werd ontslagen en opgevolgd door Peter Voets. Peters werd als assistent en keeperstrainer aan de technische staf toegevoegd. In april 2008 kwam Peters in opspraak toen hij na een belangrijke zege op het veld van AA Gent betrokken raakte bij een opstootje met een steward. In 2008 volgde hij bij STVV Thomas Caers op als Directeur Opleidingen. Na het seizoen 2009/10 gingen Peters en STVV opnieuw uit elkaar. In 2011 werd hij jeugdcoördinator bij Jeugdvoetbal Groot-Herk. Nadien ging hij opnieuw aan de slag als keeperstrainer bij de jeugd van Genk.